# Serra (Tomar)
 (août 2019).
Serra est une freguesia portugaise située dans le district de Santarém.
Avec une superficie de 33,52 km2 et une population 1 299 habitants (2001), la paroisse possède une densité de 38,8 hab/km2.